# Fábián Janka
Fábián Janka (eredeti neve Mezei Johanna) (Vác, 1973. január 21. –) magyar író.

## Életútja
Őrbottyánban nőtt fel, de gyermekként sok időt töltött Kisnémediben is, ahol az egyik nagymamája született. Az érettségi vizsgát követően a Miskolci Egyetem angol–történelem szakát végezte el, majd pár évvel később az Eötvös Loránd Tudományegyetem francia szakán szerzett oklevelet. Az írás mellett angol–francia nyelvtanárként munkálkodik.
Munkája elvesztése után régen dédelgetett regényterveit kezdte el megvalósítani. Kezdetben saját maga és családja finanszírozta a könyvei megjelenését. Írói álnevét egyik nagymamája iránti tiszteletből vette fel, akit Fábián Johannának (Jankának) hívtak. A történelmi regények írásához a régészet iránti korai érdeklődése és Gárdonyi Géza művei iránti szeretete adott inspirációt.
A Történelmiregény-írók Társasága tagja.
Aranykönyv internetes szavazáson 2017-ben, szépirodalom kategóriában Az utolsó boszorkány lánya című könyvével első díjas lett.

## Kötetei
- Emma szerelme, Hungarovox Kiadó, 2009, ISBN 9789639908260, Ulpius-ház, 2011, ISBN 9789632544670
- Emma fiai, Hungarovox Kiadó, 2009, ISBN 9789639908383, Ulpius-ház, 2011, ISBN 9789632544687
- Emma lánya, Hungarovox Kiadó, 2010, ISBN 9789639908536, Ulpius-ház, 2011, ISBN 9789632544694
- A német lány, Hungarovox Kiadó, 2010, ISBN 9789639908901, Ulpius-ház, 2012, ISBN 9789632545028
- Virágszál, Hungarovox Kiadó, 2010, ISBN 9789639908697, Ulpius-ház, 2012, ISBN 9789632544700
- Az angyalos ház, Ulpius-ház, 2011, ISBN 9789632545110
- Lotti öröksége, Ulpius-ház, 2012, ISBN 9789632546032
- Adél és Aliz, Ulpius-ház, 2012, ISBN 9789632546896
- Karácsony a ligetben, eBook, Ulpius-ház, 2012, ISBN 9789632547350
- Rozmaring, eBook, Ulpius-ház, 2012, ISBN 9789632545776
- A zöld macska, eBook, Ulpius-ház, 2012, ISBN 9789632545769
- A francia nő, Ulpius-ház, 2013, ISBN 9789633830932
- Koszorúfonat, Ulpius-ház, 2014, ISBN 9789633832097
- Kiből lesz a boszorkány?, Ulpius-ház, 2014, ISBN 9789633833841
- Búzavirág, Libri Kiadó, 2015, ISBN 9789633106372
- A királynő, Libri Kiadó, 2015, ISBN 9789633107836
- A Gellért-hegy titka, Libri Kiadó, 2015, ISBN 9789633106334
- Az utolsó boszorkány történetei – Első könyv, Libri Kiadó, 2016, ISBN 9789633105726
- Az utolsó boszorkány történetei – Második könyv, Libri Kiadó, 2017, ISBN 9789634331858
- Rose regénye / A német lány / A francia nő; Libri, Bp., 2018
- A rózsalugas, Libri Kiadó, 2018, ISBN 9789634331834
- A könyvárus lány, Libri Kiadó, 2020, ISBN 9789634336686
- Julie Könyvkuckója; Libri Kiadó, Bp., 2020 (A könyvárus lány, 2.), ISBN 9789634338109
- Cholera-napló; Libri Kiadó, Bp., 2021, ISBN 9789634338932
- Az Anna-bál szerelmesei; Libri Kiadó, Bp., 2021, ISBN 9789634339489
- Árvízi napló; Libri Kiadó; Bp., 2022, ISBN 9789634339663
- A szabadság szerelmesei (Az Anna-bál szerelmesei, 2.); Libri Kiadó, Bp., 2022, ISBN 9789636040277
- Ida titkai; Libri Kiadó, 2023, ISBN 9789636043872
- Buda & Pest, Historycum kiadó, 2023, ISBN 9786155816246 (közösen írt könyv Bakóczy Sárával, Bányai D. Ilonával, Cselenyák Imrével, Gál Vilmossal, Gáspár Ferenccel, Hacsek Zsófiával, Izolde Johannsennel, Jezsó Ákossal, Kapa Mátyással, Nemere Istvánnal, Novák Andorral, Schmöltz Margittal, Soós Tiborral, Szélesi Sándorral és Trux Bélával)
- Márciusi napló; Libri Kiadó, 2024, ISBN 9789636040383
- A Monarchia szerelmesei (Az Anna-bál szerelmesei, 3.); Libri Kiadó, 2024, ISBN 9789636043483
- Történelem és romantika - Szerelmek, hősök és kalandok a magyar históriából; Central Könyvek, 2024, ISBN 9789636145200
- Történelem és romantika 2. - Újabb szerelmek, hősök és kalandok a magyar históriából; Central Könyvek, 2025, ISBN 9789636147204
- A békeidők szerelmesei (Az Anna-bál szerelmesei, 4.); Libri Kiadó, 2025, ISBN 9789636044879